# Golgota

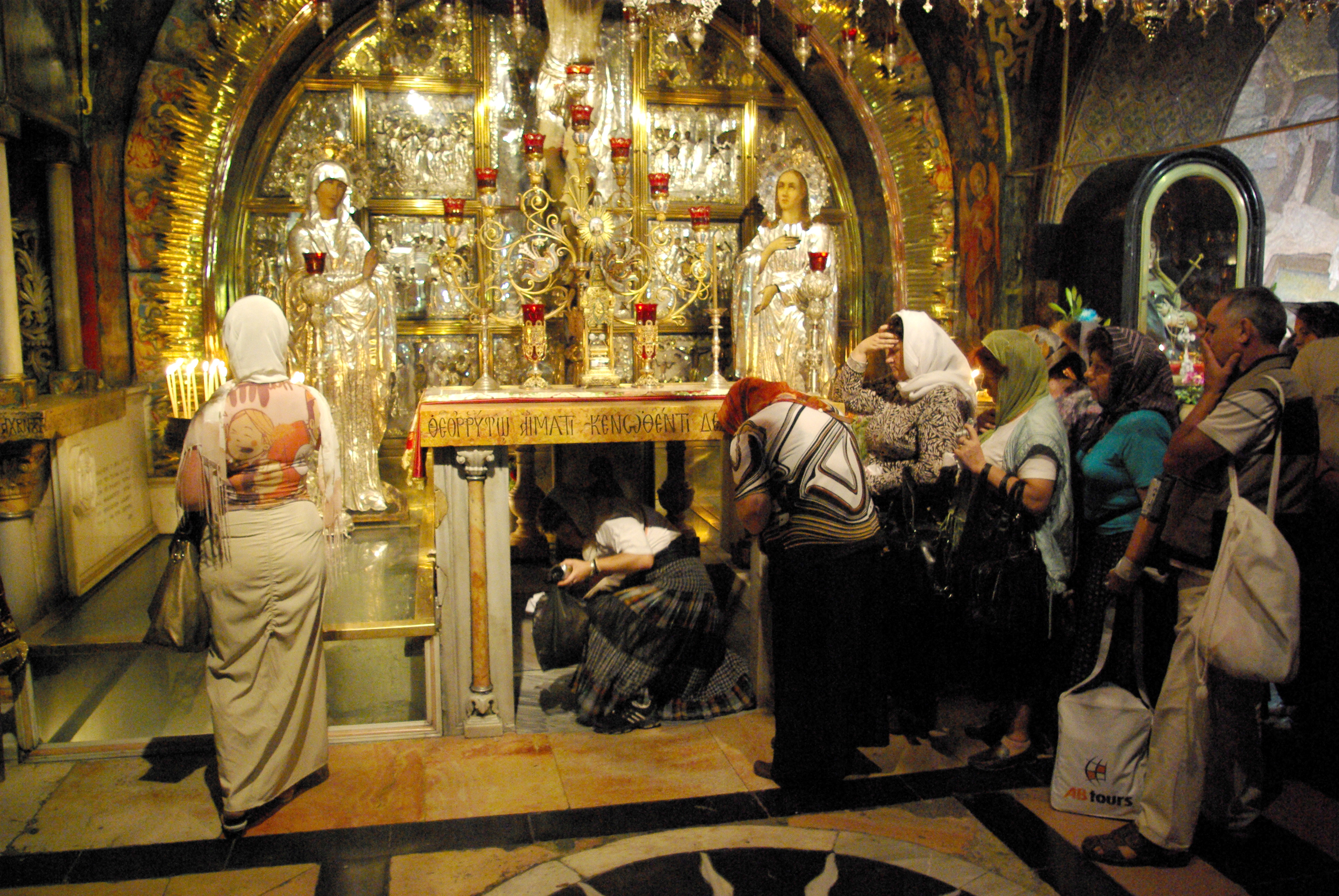
Pilger auf dem als Golgota angesehenen Ort innerhalb der heutigen Grabeskirche

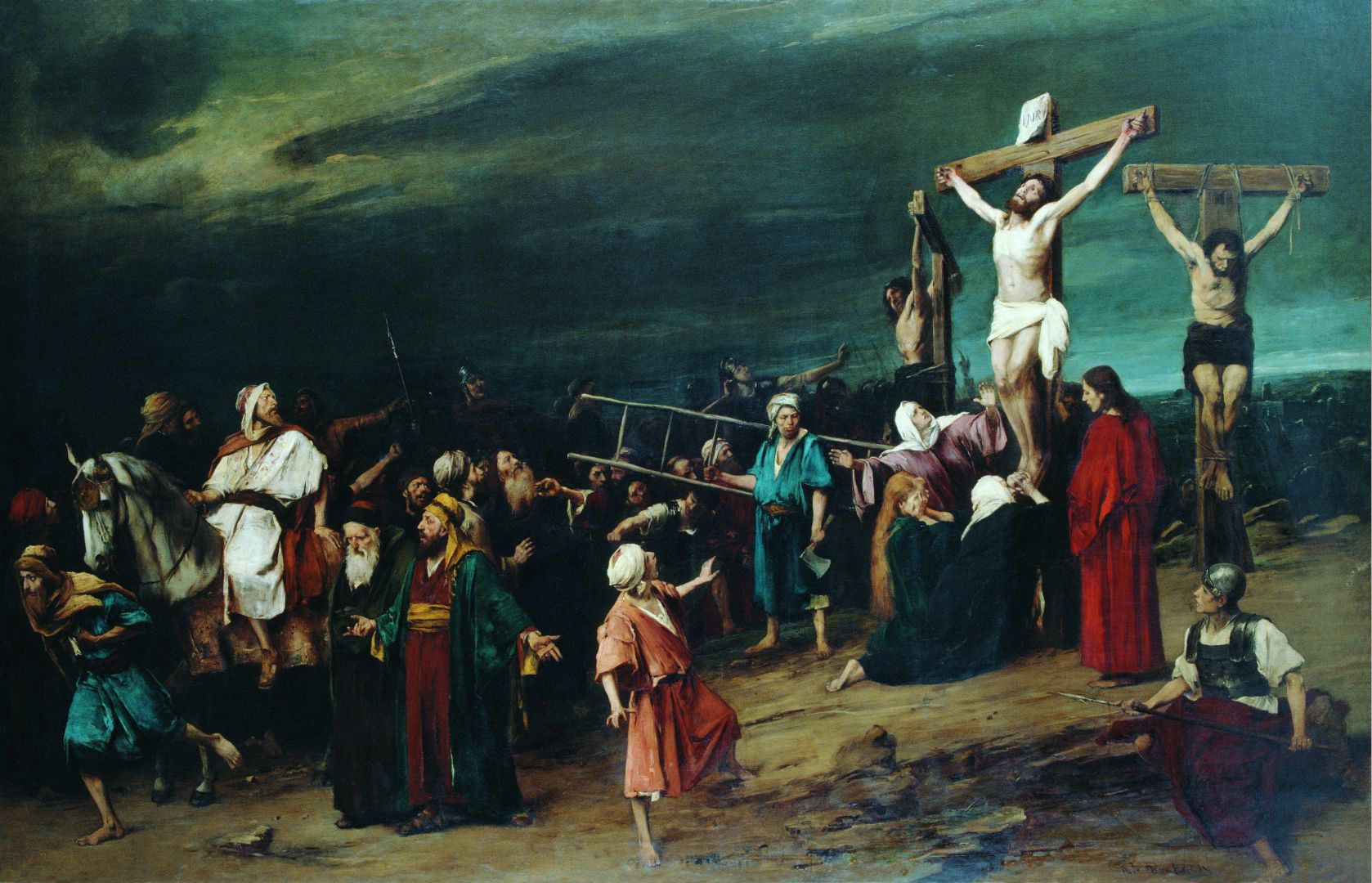
Golgota, Gemälde von Mihály von Munkácsy, Öl auf Leinwand, 460 × 712 cm (1884) Déri-Museum, Debrecen

Golgota (auch: Golgata, Golgatha oder Golgotha) ist der heute verwendete Name einer bislang nicht eindeutig identifizierten Stätte außerhalb des Jerusalem der Antike. Den neutestamentlichen Evangelien zufolge wurde dort Jesus von Nazaret gekreuzigt.

## Name
Im Evangelium nach Markus lautet der Text (Mk 15,22 ) wörtlich: „Und sie trugen ihn an die Stätte Golgota, das ist übersetzt: ,Ort des Schädels‘“. Das Evangelium nach Lukas (Lk 23,33 ) schreibt lediglich, dass der Ort „der Schädel“ genannt wurde und erwähnt Golgota nicht. Das Evangelium nach Matthäus (Mt 27,33 ) ist nahe an Markus und erklärt, dass der Hügel sowohl „Golgota“ als auch „Ort des Schädels“ genannt wurde. Das Evangelium nach Johannes (Joh 19,17 ) schreibt, dass der Hügel „Ort des Schädels“ genannt wurde, was auf Hebräisch Golgota heißt. Aus den Evangelien von Markus und insbesondere von Johannes und Lukas ist zu erkennen, dass für die Evangelisten Kρανίου [Τόπος] („[Ort des] Schädel[s]“) der eigentliche Name des Hügels war, und mit Γολγοθα („Golgotha“) lediglich die aramäische Übersetzung dieses Namens wiedergegeben wurde. Ältere Bibelübersetzungen übersetzten noch originalgetreu: „und dieser ging, indem er sein Kreuz selber trug, hinaus zum Ort, der Ort des Schädels genannt wurde, was auf hebräisch Golgotha genannt wird.“ Die heutige historisch-kritische Bibelforschung akzeptiert jedoch Γολγοθα nicht mehr als die griechische Wiedergabe der aramäischen Übersetzung des eigentlichen Namens, sondern sieht in Golgotha den Namen selbst. Kρανίου Τόπος wird in Folge als eine reine Erläuterung interpretiert und für Golgota die etymologische Bedeutung Schädelhöhe von aramäisch gûlgaltâ, welches dem hebräischen gulgulet vorausgeht, angenommen.
Für die Kirchenväter hatte der „Ort des Schädels“ verschiedene Bedeutungen: Origenes zum Beispiel führt den Namen auf den angeblich dort begrabenen Schädel Adams zurück, Hieronymus auf die Schädel der Verurteilten, andere Autoren auf die Form des Hügels.

## Weitere Angaben im Neuen Testament
Das Neue Testament berichtet von der Kreuzigung Jesu außerhalb der Stadt (Mt 28,11 ; Heb 13,12 ), aber in Stadtnähe (Joh 19,20 ). Das entsprach dem römischen Brauch und der Tora (Lev 24,14 ; Dtn 17,5 ). Nach Matthäus und Markus (Mt 27,39 ; Mk 15,29 ) war Golgota ein Ort, den viele Menschen passierten, also vielleicht ein Ort, der an einem der Hauptwege nach Jerusalem lag, vermutlich in der Nähe eines Stadttors. Im Johannesevangelium (Joh 19,41 ) wird angegeben, dass sich in der Nähe ein Garten befand. In der Bibel ist von einem Hügel an keiner Stelle die Rede, ein Hügel direkt vor einer Stadtmauer wäre strategisch gesehen ein Fehler.

## Lokalisierung

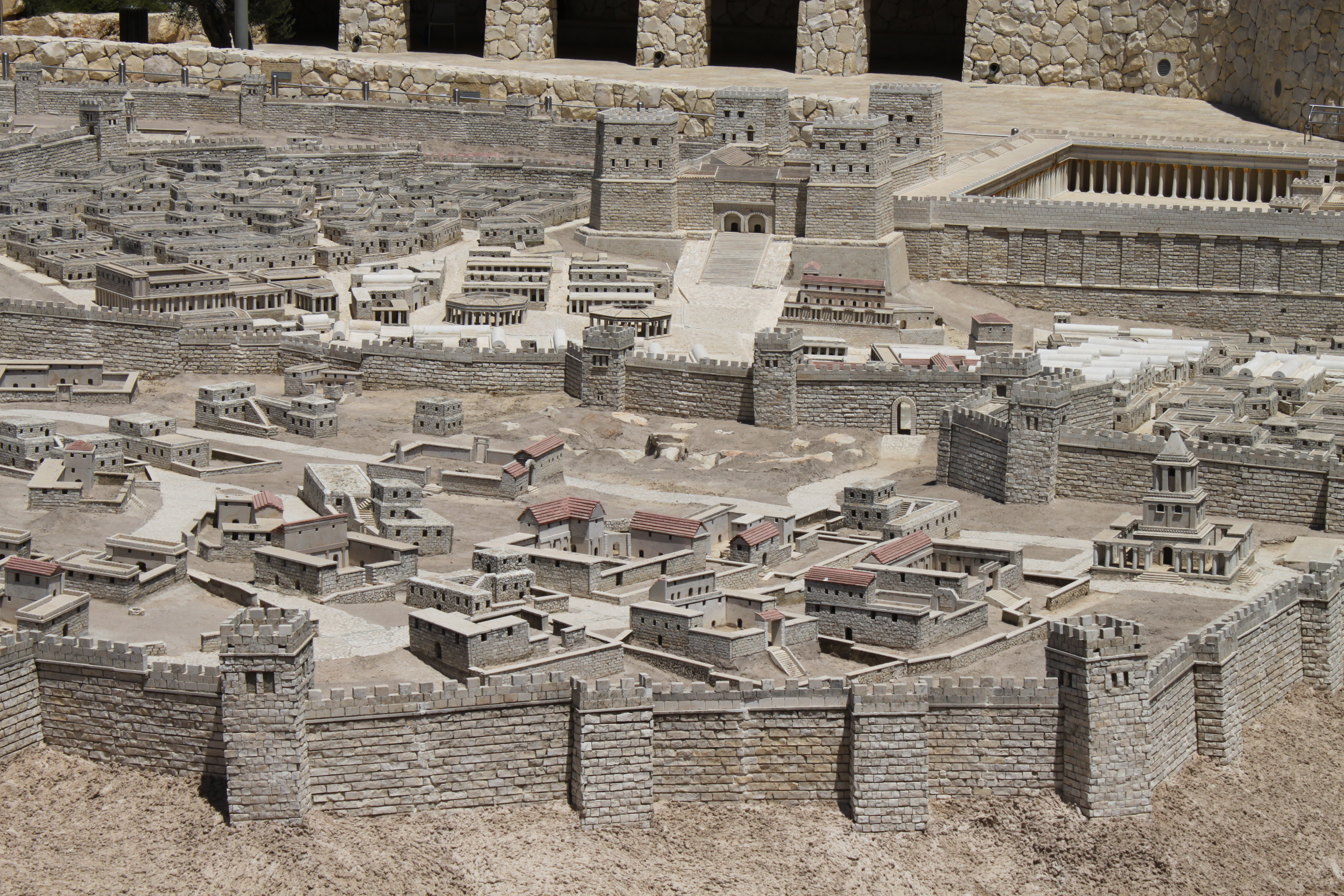
Stadtmodell des antiken Jerusalems, in der Bildmitte Golgata, dahinter die Burg Antonia.

Seitenriss: heutige Kirche und Rekonstruktion des Geländes zur Zeit der Kreuzigung (Skizze)

Aufgrund des von Johannes erwähnten Gartens wäre eine Lokalisierung auf der Nordseite der Jerusalemer Altstadt am wahrscheinlichsten, da weder im Hinnomtal im Süden noch an den steilen Hängen im Osten und Westen ein Garten nahe der antiken Stadtmauer angelegt worden sein kann. Somit befindet sich die Grabeskirche vielleicht an der Stelle des biblischen Golgota. Helena, die Mutter des römischen Kaisers Konstantin, ließ um 326 an dieser Stelle durch den Bischof Makarios I. eine Basilika bauen. Dort befanden sich nach der damaligen Tradition wie möglicherweise nach einer in den Evangelien bewahrten Erinnerung der Kreuzigungsort und das Grab Jesu. Die Reste dieser Basilika befinden sich unter der heutigen Grabeskirche. Während sich der Ort heute innerhalb der mittelalterlichen Stadtmauern befindet, lag er in der Antike nördlich der Nordwestecke der damaligen Stadt. Nach mehreren frühchristlichen Pilgerberichten war der Hügel von Golgota ein übermannshoher Fels, zu dem man auf Stufen hinaufstieg. Um 385 soll sich auf ihm ein mächtiges, mit Gold und Edelsteinen geschmücktes Kreuz befunden haben, das der römische Kaiser Theodosius I. direkt neben der damaligen Grabeskirche aufstellen ließ.
Bei Restaurierungsarbeiten und Grabungen in der Grabeskirche fand man 1973 bis 1978 heraus, dass es sich bei diesem Gelände ursprünglich um einen Steinbruch gehandelt hatte, in dem bis ins 1. Jahrhundert vor Christus der weiße Meleke-Kalkstein geschlagen wurde. Zurück blieb ein länglicher, halbmondförmiger Stumpf von etwa sieben Metern Länge, drei Metern Breite und einer Höhe von 4,80 Metern, der von der Stadt aus wie eine Schädelkuppe ausgesehen haben kann. Im Jahr 1986 fand man nach Abtragung einer Kalkschicht einen in den Stein geschlagenen Ring von 11,50 cm Durchmesser, der einem Holzstamm von bis zu 2,50 Meter Höhe hätte Halt geben können. Die Lokalisierung von Grab und Hinrichtungsstätte innerhalb des Gebiets der heutigen Grabeskirche erscheint im Zusammenspiel mit den Quellen und archäologischem Befunden als durchaus nachvollziehbar und berechtigt. Eine eindeutige oder zweifelsfreie Lokalisierung ist nicht möglich.
Eine andere These identifiziert Golgota und die zugehörige Grablege bei einem Felsrücken nördlich des heutigen Damaskustores nahe der Altstadt. An dessen nordwestlichem Abhang wurde im 19. Jahrhundert eine Grabhöhle entdeckt, die insbesondere von den protestantischen und anglikanischen Gemeinden als sogenanntes Gartengrab verehrt wird. Dabei spielte auch der Ausschluss der Protestanten aus der Grabeskirche eine Rolle.

## Kulturelle Auswirkungen
Laut Theodor Heuss ist „Golgatha“ neben der Akropolis und dem Kapitol einer der „drei Hügel, von denen das Abendland seinen Ausgang genommen hat“.
Siehe auch Golgatha (Begriffsklärung)